# Debelo Brdo (Udbina)
Debelo Brdo falu Horvátországban, Lika-Zengg megyében. Közigazgatásilag Udbinához tartozik.

## Fekvése
Korenicától légvonalban 10 km-re, közúton 21 km-re délre, községközpontjától légvonalban 16 km-re, közúton 21 km-re északnyugatra, a Korbavamező északkeleti szélén, az 1-es számú főúttól nyugatra fekszik.

## Története
A falunak 1857-ben 620, 1910-ben 766 lakosa volt. A trianoni békeszerződés előtt Lika-Korbava vármegye Udbinai járásához tartozott. Ezt követően előbb a Szerb-Horvát-Szlovén Királyság, majd Jugoszlávia része lett. 1942. március 28-án az usztasák a faluban talált embereket megölték és házukat rájuk gyújtották. 1991-ben teljes lakossága szerb nemzetiségű volt. A falunak 2011-ben 78 lakosa volt.

## Lakosság
| Lakosság változása | Lakosság változása | Lakosság változása | Lakosság változása | Lakosság változása | Lakosság változása | Lakosság változása | Lakosság változása | Lakosság változása | Lakosság változása | Lakosság változása | Lakosság változása | Lakosság változása | Lakosság változása | Lakosság változása | Lakosság változása |
| ------------------ | ------------------ | ------------------ | ------------------ | ------------------ | ------------------ | ------------------ | ------------------ | ------------------ | ------------------ | ------------------ | ------------------ | ------------------ | ------------------ | ------------------ | ------------------ |
| 1857               | 1869               | 1880               | 1890               | 1900               | 1910               | 1921               | 1931               | 1948               | 1953               | 1961               | 1971               | 1981               | 1991               | 2001               | 2011               |
| 620                | 726                | 705                | 792                | 848                | 766                | 917                | 759                | 543                | 542                | 431                | 323                | 247                | 206                | 81                 | 78                 |

## Nevezetességei
A Legszentebb Istenanya Születése tiszteletére szentelt szerb pravoszláv temploma 1762-ben épült. A templom a faluban, az út mentén található. Egyhajós, keletelt tájolású épület, melynek ötoldalú szentélye és a főhomlokzat előtti harangtornya van, kőből épített cinteremmel körülvéve. A templomhajót három pár szimmetrikusan elhelyezett ablaknyílás, a szentélyt pedig a szentély három falfelületén három ablaknyílással világítják meg. A hajó síkmennyezetű, míg a szentély keresztboltozatos. A főhomlokzat nagy részét a harangtorony foglalja el. Parókiájához Debelo Brdo, Jošani, Pećani és Bunčić települések tartoztak.